# Antonie Bartošová
Antonie Bartošová (rozená Kuželová, 24. března 1896 Vídeň – 2. července 1942 Pardubice) byla odbojářka z období druhé světové války, matka velitele výsadku Silver A Alfréda Bartoše.

## Život
Antonie Bartošová se narodila 24. března 1896 v rodině vídeňských Čechů. Ve Vídni žila se svým manželem krejčím Adolfem Bartošem a synem Alfrédem do roku 1926, poté se rodina přestěhovala do Sezemic, kde Adolf Bartoš pracoval jako pekař. S příbuznými ve Vídni ale zůstala v kontaktu. Po rozvodu se se synem přestěhovala do Pardubic. Alfréd v roce 1939 legálně vycestoval do Francie a po vypuknutí druhé světové války se aktivně zapojil do boje proti nacistickému Německu, vlivem čehož si Antonie Bartošová prošla několika výslechy na gestapu. V noci z 28. na 29. prosince 1941 byl Alfréd vysazen v Protektorátu Čechy a Morava jako velitel výsadku Silver A. Poté, co selhaly některé kontaktní adresy se členové výsadku obrátili na své známé a rodinné příslušníky včetně Antonie Bartošové, která se tak stala jejich spolupracovnicí. Na jaře 1942 uskutečnila s Ferdinandem Chárou, krejčím bydlícím u ní v podnájmu, cestu do Vídně. Jako důvod byla udána návštěva sestry Anny Vogtové, propustku opatřil Ferdinand Chára u známého gestapáka. Cestou domů jí někdo vykradl kufr což u ní vyvolalo dojem, že je sledována a proto se od té doby uzavírala. Dne 16. června 1942 došlo ke zradě Karla Čurdy, kvůli kterému se gestapo dostalo ke jménům a adresám spolupracovníků parašutistů a mimo jiné zatklo Hanu a Václava Krupkovi. V jejich bytě nalezlo i Alfrédovi záznamy. Není zřejmé co v nich přesně bylo, pravdou je, že nemohlo jít o konkrétní jména, protože k dalšímu zatýkání docházelo postupně jak byla prolamována konspirace. Antonie Bartošová i Ferdinand Chára byli zatčeni 20. června 1942 a poté vězněni v pardubické donucovací pracovně. Popraveni byli oba společně ještě s dalšími pardubickými spolupracovníky Silveru A a jejich rodinnými příslušníky 2. července 1942 na pardubickém Zámečku. Ve stejný den a na stejném místě byla popravena i její sestra Františka Jirásková a její švagr Vincenc Jirásek. Těla byla spálena v pardubickém krematoriu a popel vysypán do Labe. Její jméno jakož i jména manželů Jiráskových jsou uvedena na pamětní desce na domě číslo popisné 444 v pardubické Pernerově ulici.